# Janne Andersson
Jan Olof „Janne“ Andersson (* 29. September 1962 in Halmstad) ist ein ehemaliger schwedischer Fußballspieler und jetziger -trainer. Er war von Juli 2016 bis November 2023 Trainer der schwedischen Nationalmannschaft. Zuvor war er Trainer des IFK Norrköping, den er 2015 zur Meisterschaft führte.

## Werdegang

### Spielerkarriere
Als aktiver Spieler spielte Andersson nur in unterklassigen Vereinen, zumeist in seiner Geburtsstadt. Zeitweise war er gleichzeitig Spielertrainer.

### Trainer
Nachdem er zunächst als Spieler- und Co-Trainer gearbeitet hatte, übernahm er 2004 seinen ersten Cheftrainerposten bei einem Erstligisten als Nachfolger von Jonas Thern bei Halmstads BK. Er führte den Verein, der unter Thern nur Plätze im Tabellenmittelfeld belegt hatte wieder in die Spitzengruppe. In der Saison 2004 wurde der Verein erst am letzten Spieltag von der Tabellenspitze verdrängt. Als Vizemeister konnte Halmstad die Gruppenphase des UEFA-Pokal 2005/06 erreichen, indem in der 1. Runde der Vorjahresfinalist Sporting Lissabon ausgeschaltet wurde. Dabei wurde das Heimspiel zwar mit 1:2 verloren, durch ein 3:2 in Lissabon sprach die Auswärtstorregel für die Schweden. In der Gruppenphase mit zwei Auswärts- und zwei Heimspielen wurden dann aber alle vier Spiele verloren. Auch die Meisterschaftssaison verlief nicht so wie vorher und Halmstad wurde nur Zehnter. 2006 konnte man dann noch den Abstieg vermeiden. 2007 wurde Halmstad Siebter, 2008 Achter und 2009 konnte als Dreizehnter wieder knapp der Abstieg vermieden werden. 2010 übernahm er den Erstligaabsteiger Örgryte IS, der nach der Zweitligasaison im Februar 2011 Konkurs anmeldete und in die dritte Liga zurückgestuft wurde. Andersson übernahm daraufhin als Manager zur Saison 2011 den Erstligaaufsteiger IFK Norrköping, den er zunächst auf dem 13. Platz vor dem Abstieg bewahrte. 2012 führte er IFK auf den fünften Platz, 2013 musste man sich mit dem 9. Platz begnügen. 2014 rutschte IFK auf den 12. Platz ab, 2015 wurde dann nach 26 Jahren durch ein 2:0 bei Vorjahresmeister Malmö FF am letzten Spieltag wieder die Meisterschaft gewonnen. Damit war IFK für die 2. Qualifikationsrunde zur UEFA Champions League 2016/17 teilnahmeberechtigt.
Im Juli 2016 übernahm Andersson die schwedische Nationalmannschaft. Mit der schwedischen Auswahl erreichte er bei der Weltmeisterschaft 2018 das Viertelfinale und bei der Europameisterschaft 2021 das Achtelfinale. Die Qualifikationen für die Weltmeisterschaft 2022 und die Europameisterschaft 2024 wurden verpasst. Andersson wurde deshalb schließlich im November 2023 als Nationaltrainer entlassen.

## Erfolge
- Schwedische Meisterschaft mit IFK Norrköping 2015